# Axel Reymond
Axel Raphael Reymond (París, 13 de febrero de 1994) es un deportista francés que compite en natación, en la modalidad de aguas abiertas.
Ganó tres medallas en el Campeonato Mundial de Natación entre los años 2017 y 2022, y siete medallas en el Campeonato Europeo de Natación entre los años 2012 y 2024.

## Palmarés internacional
| Campeonato Mundial | Campeonato Mundial      | Campeonato Mundial | Campeonato Mundial |
| Año                | Lugar                   | Medalla            | Prueba             |
| ------------------ | ----------------------- | ------------------ | ------------------ |
| 2017               | Budapest (Hungría)      | Medalla de oro     | 25 km              |
| 2019               | Gwangju (Corea del Sur) | Medalla de oro     | 25 km              |
| 2022               | Budapest (Hungría)      | Medalla de plata   | 25 km              |
| Campeonato Europeo |                         |                    |                    |
| Año                | Lugar                   | Medalla            | Prueba             |
| 2012               | Piombino (Italia)       | Medalla de oro     | 25 km              |
| 2014               | Berlín (Alemania)       | Medalla de oro     | 25 km              |
| 2016               | Hoorn (Países Bajos)    | Medalla de oro     | 25 km              |
| 2018               | Glasgow (Reino Unido)   | Medalla de plata   | 5 km               |
| 2021               | Budapest (Hungría)      | Medalla de oro     | 25 km              |
| 2022               | Roma (Italia)           | Medalla de bronce  | Equipo mixto       |
| 2024               | Belgrado (Serbia)       | Medalla de bronce  | 25 km              |